# David Coverdale
David Coverdale (Saltburn-by-the-Sea, North Yorkshire, Inglaterra, 22 de septiembre de 1951) es un músico y compositor británico. Fue el vocalista de la banda Deep Purple durante el período 1973-1976 y, posteriormente, llegó a formar su propia banda, Whitesnake, con la cual logró un gran éxito.
Su sonido Hard rock con influencias del blues británico se hizo popular en los ochenta con éxitos como «Still of the Night», «Bad Boys», «Is This Love», «Here I Go Again», «Crying in the Rain» y «Fool for Your Loving», junto a la banda Whitesnake.

## Historia
David Coverdale nació en Saltburn, Yorkshire, Gran Bretaña. Creció en una atmósfera familiar donde se escuchaba una variedad de bandas y de artistas locales. Sus influencias musicales eran bandas de blues y soul, y cantantes como Otis Redding, Wilson Pickett y Joe Cocker. Comenzó tocando la guitarra pero decidió hacerse cantante y foguearse por los distintos bares locales.
Según Coverdale, su lado materno y su madre «eran los cantantes», mientras que el lado paterno «eran los pintores, los dibujantes, los artistas». Se inició en la música en casa de su abuela materna y en la escuela, a temprana edad comenzó a aprender a tocar la guitarra y el piano, pero el dibujo fue su principal medio de expresión.
Desde el principio Coverdale mostró talento para el canto y «descubrió que podía proyectar» y que tenía una «voz visceral». Alrededor de los 14 años, comenzó a actuar profesionalmente y a desarrollar su voz. «No creo que mi voz se hubiera quebrado», explicó a Sounds en 1974. «Y fue entonces cuando aprendí por primera vez a cantar con el estómago, que parece una tontería, pero es totalmente diferente a una voz normal».

## Deep Purple
Por esa época, David se ganaba la vida trabajando en boutiques, en donde vendía pantalones, antes de contestar a un anuncio anónimo en el que encubiertamente, se pedía vocalista para la banda Deep Purple, en reemplazo del exmiembro Ian Gillan. Increíblemente, tomaron a este total desconocido para ellos, que según se cuenta solo había enviado un demo, grabado en pésimas condiciones, pero de acuerdo con el tecladista Jon Lord, "había cinco segundos, en los que su voz se elevaba y demostraba 'algo'". Corría el año 1973.
En 1974, Deep Purple era una de las bandas más populares en América. Sin embargo, después de tres álbumes grabados (Burn, Stormbringer y Come Taste The Band) y varios en vivo que no se declararon oficiales hasta mucho después, la banda se disolvió por la difícil relación entre los músicos.

## Whitesnake

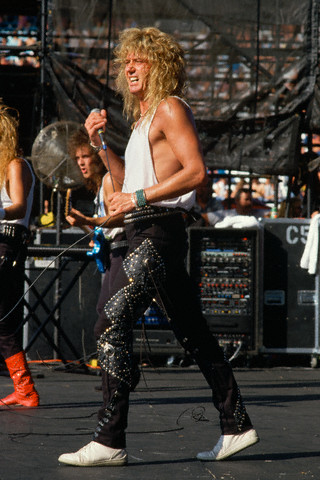
Coverdale actuando con Whitesnake durante su tour de 1987.

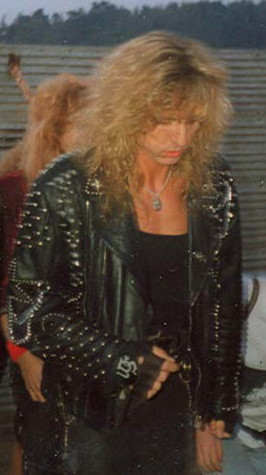
Coverdale en Monsters of Rock festival en 1990

Durante 1976 y 1977 Coverdale publicó dos discos en solitario: "David Coverdale... Whitesnake" y "Northwinds".
En febrero de 1978 Whitesnake fue formada por David Coverdale y el guitarrista Micky Moody, que había colaborado con Coverdale en sus dos discos solistas. El resto de la formación incluía al guitarrista Bernie Marsden, el bajista Neil Murray, el batería David Dowle y el teclista Brian Johnston (luego remplazado por Pete Solley). En abril de ese mismo año, saldría su primer álbum "Snakebite" con el nombre de David Coverdale's Whitesnake. El primer álbum propiamente dicho de Whitesnake, saldría el mismo año, bajo el nombre de "Trouble". El teclista del disco era un excompañero de David Coverdale en años en Deep Purple, Jon Lord. Entre los temas del álbum, saldrían clásicos como "Take me with you", "Trouble", "Lie down" y una versión del tema de The Beatles "Day Tripper".
Mayor éxito llegaría con el álbum de 1979, "Lovehunter", que contenía temas como "Walking In The Shadow Of The Blues", "Medicine Man" y el tema que da nombre al disco. Aunque el álbum más legendario de esta época fue sin duda "Ready an' willing" de 1980, en el que el baterista David Dowle, ya no estaría presente; en su lugar entra otro excompañero de Coverdale en Deep Purple: Ian Paice. Con este disco llegaron a lo más alto de las listas, con temas como "Fool for your loving" y "Blindman".
Con la gira de "Ready an' willing", se atreverían a sacar un doble disco en directo, grabado en el Hammersmith de Londres en noviembre de 1978 y junio de 1980. En el disco combinarían todas sus grandes canciones de la época.
En 1981 editaron otro gran álbum: "Come an' get it", muy del estilo de "Ready an' willing", con canciones como "Don't break my heart again", "Come an' get it"… Al año siguiente graban un álbum, que se editó finalmente a mediados de 1982, "Saints & Sinners", con el que consiguieron uno de sus más grandes éxitos: "Here I go again", el cual se convirtió en un clásico del grupo. En este momento las diferencias entre los integrantes y la enfermedad de la hija de Coverdale provocan un impasse en la banda.
Cuando regresan ya no está el guitarrista Bernie Marsden, que fue el primero en marcharse, seguido del baterista Ian Paice y el bajista Neil Murray. En octubre del mismo año 1982 presentarían la nueva formación, el guitarrista sería Mel Galley (ex Trapeze), el bajista Colin Hodgkinson y a la batería entraría el legendario Cozy Powell (ex-Jeff Beck, Rainbow, Black Sabbath y muchas más…), durante los últimos meses de 1982 y primeros de 1983 realizarían la gira del "Saints & Sinners" y ya a finales de 1983 y principios de 1984 grabarían "Slide it in" (que contenía temas como "Love Ain't No Stranger" y el mismísimo "Slide it 'in").
Antes de empezar la gira el guitarrista Micky Moody abandonaría también la banda y sería sustituido por John Sykes (ex-Thin Lizzy). Durante la gira volvería Neil Murray y con la formación renovada, Whitesnake se presenta en el primer Rock In Rio, el de 1985, arrasando con las críticas. Para finales de 1986, la banda estaba compuesta por John Sykes en la guitarra, Aynsley Dunbar en la batería y el reingresado Neil Murray en el bajo. Con el agregado de Don Airey en los teclados, grabarían en 1987 "Whitesnake", el álbum más conocido y vendido de su historia, editado ese año. Whitesnake consigue el tan deseado megaestrellato en Estados Unidos, pero su estilo musical vira unos grados en dirección del hard rock más comercial de la época y en la misma medida se aleja de sus raíces más blueseras.
A pesar del rotundo éxito de "Whitesnake", las cosas a lo interno de la banda no andaban bien. Luego de las sesiones de grabación del álbum durante 1987, Coverdale decidió expulsar a John Sykes. Versiones nunca confirmadas especularon que los motivos eran la disputa del protagonismo escénico, aspecto que aparentemente molestó al líder vocalista.
Mientras tanto, sus restantes compañeros Neil Murray y Aynsley Dunbar no respaldaron la decisión, sumado a otros problemas personales y se marcharon ese mismo año antes de que se publicara el álbum, con lo que la agrupación debió ser renovada en su casi totalidad.
En consecuencia y para desazón de los fanes y la prensa, Coverdale despidió a su guitarrista estrella John Sykes e ingresaron Adrian Vandenberg y Vivian Campbell (ex-Dio) en su reemplazo, Rudy Sarzo (ex-Quiet Riot) se hizo cargo del bajo y Tommy Aldridge de la batería. En 1989, grabarían "Slip of the Tongue", en el que Steve Vai (ex-Alcatrazz y David Lee Roth) reemplaza a Campbell. Steve Vai grabó las partes de guitarra del álbum "Slip of The Tongue", ya que el guitarrista Adrian Vandenberg se lesionó realizando unos ejercicios, provocando estos tendinitis.
Al finalizar la gira en 1990, la banda prácticamente se desmembró.

## 1990-presente

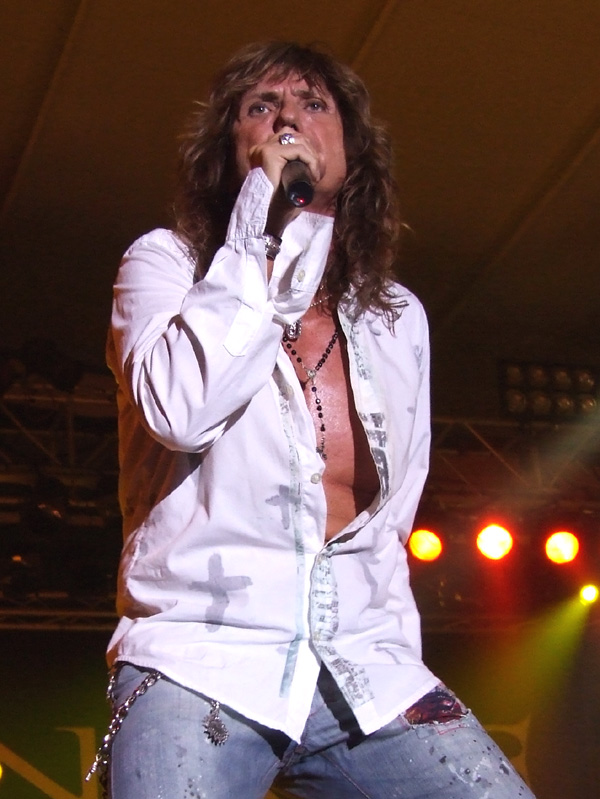
Coverdale durante su actuación con Whitesnake En el Festival de Rock de Lorca en 2006.

A fines de 1993 David Coverdale y el emblemático guitarrista de Led Zeppelin, Jimmy Page, editan un álbum llamado simplemente Coverdale-Page, fue lanzado el 15 de marzo de 1993, alcanzando el puesto N.º 4 en las listas de Gran Bretaña, y el N.º 5 en el Billboard 200 americano, álbum del cual fueron extraídos 5 singles de promoción: "Pride and Joy", "Shake My Tree", "Take Me for a Little While", "Take a Look at Yourself" y "Over Now".
El disco fue en principio certificado oro por la RIAA, en razón de 500.000 copias vendidas en EE.UU, alcanzando luego la certificación platino.
Un álbum recopilatorio llamado "Greatest Hits" se publica en 1994; en él se encuentra una nueva versión de "Here I go again". La banda retomaría la actividad con Warren DeMartini (ex-Ratt) y Adrian Vanderberg en guitarras, Rudy Sarzo en bajo, Paul Misckovick en teclado y Denny Carmassi en batería.
En 1997, publicarían "Restless heart", que causó un impacto mínimo en comparación con las expectativas y ni siquiera fue editado en los Estados Unidos. Este disco originalmente iba a ser un álbum de David Coverdale en solitario, pero la presión ejercida por la compañía discográfica lo obligó a publicarlo bajo el nombre de Whitesnake.
El álbum llegó al número 34 en el UK Albums Chart del que se extrajeron singles potencialmente comerciales como "Don´t Fade Away" y "Too Many Tears". A pesar de ello, es uno de los discos de la banda más infravalorados por parte del público y la crítica.
El holandés Adrian Vandenberg es el único músico conocido con la agrupación en este álbum, junto con su líder Coverdale. Posteriormente, se publicó un acústico titulado "Starkers in Tokio", interpretado por Coverdale y Adrian Vandenberg únicamente, que contenía temas de toda la época de Whitesnake más "Soldier of Fortune" de Deep Purple. Coverdale decidió desarmar la banda y continuar su carrera como solista. La "Farewell Tour" (gira de despedida) terminó en Argentina, en el estadio de Ferro Carril Oeste (12 de diciembre de 1997) de manera muy emotiva pero bajo una lluvia de críticas acerca del bajo rendimiento vocal del cantante.
En septiembre de 2000 salió álbum solista de David Coverdale titulado "Into the Light", que tampoco obtuvo buenos comentarios.
En 2003 Whitesnake se reagrupó para la gira de conmemoración de su 25 aniversario. La banda sigue realizando giras, ha editado un DVD en vivo en 2005 y un par de recopilatorios en 200
La formación actual consiste de integrantes no británicos (a excepción de su líder): David Coverdale en voz, Doug Aldrich (ex-Bad Moon Rising y Dio) y Reb Beach (ex-Winger y Dokken) en guitarras, y los menos conocidos Brian Tichy en la batería, Michael Devin en bajo y Timothy Drury en teclados.
En 2008 se publicó un nuevo álbum de Whitesnake registrado con esta formación (con la salvedad de Tichy y Devin, participaron en la batería Chris Frazier y en el bajo Uriah Duffy), llamado Good to Be Bad el cual a diferencia de los anteriores, cosechó buenas críticas y restableció parcialmente el nombre de la banda en el rock internacional.
En 2011 bajo el sello Frontiers Records, se publica el undécimo álbum de Whitesnake, llamado Forevermore, en el que nuevamente se modifica su formación, integrada por Doug Aldrich y Reb Beach (guitarras), Brian Tichy (batería) y Michael Devin (bajo).
En mayo de 2015, con la incorporación del virtuoso de la guitarra Joel Hoekstra (ex Of Night Ranger) y la re-incorporación del batería Tommy Aldrige, la banda lanzó The Purple Album con versiones de las canciones que Coverdale había interpretado originalmente con Deep Purple. Fue seguido por una gira.
En 2016, Whitesnake se embarcó en la gira "Great Hits", en ciudades seleccionadas de Norteamérica y Europa.
En 2019 publica su hasta la fecha último álbum de estudio "Flesh & Blood", seguido de una gira.
En 2022 reedita y actualiza el recopilatorio "Greatest Hits" y anuncia gira de despedida, que no pudo completar debido a su estado vocal. Según la actual bajista de la formación Tanya O'Callaghan la historia de Whitesnake aún no ha terminado.

## Vida personal
Coverdale se casó por primera vez en 1974 con Julia, y su hija Jessica nació en 1978. El segundo matrimonio de Coverdale fue con la actriz Tawny Kitaen, del 17 de febrero de 1989 hasta su divorcio en abril de 1991. Kitaen era conocida por sus apariciones provocativas en los vídeos musicales de Whitesnake para "Here I Go Again", "Is This Love" y "Still of the Night".
Desde 1997, ha estado casado con Cindy, una actriz que aparece en sus obras como "The Food That Rocks". Tienen un hijo, Jasper (n. 1996). Coverdale es también abuelo de los dos hijos de su hija Jessica, Georgina y Mathilda.
El 1 de marzo de 2007, Coverdale se convirtió en ciudadano de los Estados Unidos, en una ceremonia realizada en Reno, por lo que tiene la doble ciudadanía: británica y estadounidense. Ha vivido cerca del Lago Tahoe durante más de 20 años.

## Discografía

### Solo
- 1977: White Snake
- 1978: Northwinds
- 1990: "The Last Note of Freedom" - canción incluida en la banda sonora de Days of Thunder
- 1993: Coverdale-Page (con Jimmy Page, exguitarrista de Led Zeppelin)
- 2000: Into the Light

### Como invitado
- 1974 - Roger Glover & Friends - The Butterfly Ball & The Grasshopper's Feast ("Behind the Smile")
- 1974 - Eddie Hardin - Wizard's Convention ("Money To Burn")
- 1974 - Jon Lord - Windows ("2nd Movement, Gemini")
- 1989 - Steve Vai - Passion and Warfare ("For the Love of God")
- 2000 - Bernie Marsden - And About Time Too [reissue] ("Who's Fooling Who", live)
- 2003 - Tony Franklin - Wonderland ("Sunshine Lady")
- 2014 Adrian Vandenberg – Moonkings ("Sailing Ships")
- 2014 Bernie Marsden – Shine ("Trouble")
- 2015 Phil Collen's Delta Deep – Delta Deep ("Private Number")

### Apariciones en cine y televisión
- 1977 The Butterfly Ball
- 1990 Days of Thunder
- 2011 Metal Evolution
- 2012 A Passion for the Vine
- 2013 Behind The Music Remastered, ep. Deep Purple
- 2016 Here I Go Again: David Coverdale